# Diecezja Atambua
Diecezja Atambua (łac. Dioecesis Atambuensis, indonez. Keuskupan Atambua) – rzymskokatolicka diecezja ze stolicą w Atambua w prowincji Małe Wyspy Sundajskie Wschodnie, w Indonezji. Biskupstwo jest sufraganią archidiecezji Kupang.
W 2012 w diecezji służyło 119 braci i 265 sióstr zakonnych.

## Historia
25 maja 1936 papież Pius XI bullą Ad Christi Evangelium erygował wikariat apostolski Timoru Holenderskiego. Dotychczas wierni z tych terenów należeli do wikariatu apostolskiego Małych Wysp Sundajskich (obecnie archidiecezja Ende).
11 listopada 1948 zmieniono nazwę na wikariat apostolski Atambua.
3 stycznia 1961 papież Jan XXIII podniósł wikariat apostolski Atambua do rangi diecezji.
13 kwietnia 1967 z biskupstwa Atambua odłączono diecezję Kupang (obecnie archidiecezja Kupang).

## Główne świątynie
- Katedra: Katedra Niepokalanego Poczęcia NMP w Atambua

## Ordynariusze

### Wikariusze apostolscy
- Jacques Pessers SVD[1] (1937 – 1957)
- Theodorus van den Tillaart SVD[1] (1957 – 1961)

### Biskupi
- Theodorus van den Tillaart SVD (1961 – 1984)
- Anton Pain Ratu SVD (1984 – 2007)
- Dominikus Saku (2007 – nadal)